# Handbol als Jocs Olímpics d'estiu de 1992
L'handbol va ser esport olímpic per setena vegada (sisena consecutiva) als Jocs Olímpics de Barcelona 1992. La competició es va disputar entre el 27 de juliol i el 8 d'agost de 1992. La seu de quasi tota la competició fou el Palau d'Esports d'una ciutat molt lligada a l'handbol com és Granollers. No obstant això, els partits per les medalles es varen celebrar al Palau Sant Jordi.
Hi va haver 12 equips masculins i 8 femenins, com en les Olimpíades de Seül, i la competició masculina va comptar amb semifinals, tot i que això no va passar en realitat; en el cas femení, el grup de rondes finals es va substituir per rondes eliminatòries: semifinals i una ronda final.

## Comitès participants
Hi participaren un total de 292 jugadors d'handbol, 179 homes i 113 dones, de 16 comitès nacionals diferents.
| Categoria masculina - Alemanya - Brasil - Corea del Sud - França - Egipte - Equip Unificat - Espanya - Hongria - Islàndia - Romania - Suècia - Txecoslovàquia |  | Categoria femenina - Alemanya - Àustria - Corea del Sud - Equip Unificat - Espanya - Estats Units - Nigèria - Noruega |

## Detalls de la competició
A la competició femenina es van repetir els resultats de l'edició anterior: Corea del Sud va guanyar l'or, Noruega la plata i l'Equip Unificat (URSS en 1988) el bronze. A la competició masculina el que es tornà a veure va ser la final del Campionat del món d'handbol de 1990, tot i que ara van ser els antics soviètics els guanyadors i Suècia la plata. França fou la revelació i es penjà el bronze, mentre que Espanya va decebre per tercer cop consecutiu en uns Jocs Olímpics i tan sols pogué acabar en cinquena posició.
Respecte al torneig de Seül '88 van participar igualment vint equips, dotze masculins i vuit femenins. El sistema de competició, per tant, va sofrir poques variacions. El que sí que va representar una gran novetat fou, com a molts altres esports col·lectius de Barcelona '92, la desapareció de dues potències tant en competició femenina com en la masculina: l'URSS i Iugoslàvia. La primera encara va mantindre una presència destacada com a Equip Unificat. Tot el contrari que els balcànics. L'ONU va prohibir la participació dels equips col·lectius de l'antiga Iugoslàvia als Jocs, mentre que els individuals ho van poder fer com a Participants Olímpics Independents. Noruega, en categoria femenina, i Islàndia, en la masculina, van ocupar el lloc dels equips vetats.

## Resum de medalles[2]
| Competició    | Or                   | Plata         | Bronze               |
| Dones Detalls | Corea del Sud (KOR)  | Noruega (NOR) | Equip Unificat (EUN) |
| Homes Detalls | Equip Unificat (EUN) | Suècia (SWE)  | França (FRA)         |

### Categoria femenina
| Posició           | CON            | Membres | Entrenador                        |
| ----------------- | -------------- | --- | --------------------------------- |
| Medalla d'or      | Corea del Sud  | 1-Moon Hyang-Ja, 2-Nam Eun-Young, 3-Lee Ho-Youn, 5-Lee Mi-Young, 6-Hong Jeong-Ho, 7-Lim O-Kyung, 8-Min Hye-Sook, 9-Park Jeong-Lim, 10-Oh Sung-Ok, 12-Jang Ri-Ra, 14-Kim Hwa-Sook, 15-Park Kap-Sook, 16-Cha Jae-Kyung                                                       | Chung Hyung-Kyun Kim Kap-Soo      |
| Medalla de plata  | Noruega        | 1-Hege Kirsti Frøseth, 2-Tonje Sagstuen, 3-Hanne Hogness, 4-Heidi Sundal, 5-Susann Goksør, 6-Cathrine Svendsen, 7-Mona Dahle, 8-Siri Eftedal, 9-Henriette Henriksen, 10-Ingrid Steen, 11-Karin Pettersen, 12-Annette Skotvoll, 13-Kristine Duvholt, 16-Heidi Tjugum        | Sven-Tore Jacobsen Arne Borgensen |
| Medalla de bronze | Equip Unificat | 1-Svetlana Bogdanova, 2-Natalia Deriouguina, 3-Galina Onoprienko, 4-Tatiana Gorb, 5-Elina Gousseva, 6-Larissa Kisseleva, 7-Marina Bazanova, 8-Natàlia Morskova, 9-Lioudmila Goduz, 10-Svetlana Priahina, 11-Natalia Anisimova, 14-Galina Borzenkova, 16-Tatiana Djandjgava | Alexandr Tarassikov               |

### Categoria masculina
| Posició           | CON            | Membres | Entrenador                              |
| ----------------- | -------------- | --- | --------------------------------------- |
| Medalla d'or      | Equip Unificat | 1-Andrei Lavrov, 2-Igor Vassiliev, 4-Yuri Gavrilov, 5-Andrei Barbachinski, 7-Serguei Bebechko, 8-Valeri Gopine, 9-Vassili Koudinov, 10-Talant Dujshebaev, 13-Mikhail Iakimovitx, 14-Oleg Grebnev, 15-Oleg Kisselev, 16-Igor Tchoumak                                                                              | Spartak Mironovitx Vladimir Maksimov    |
| Medalla de plata  | Suècia         | 1-Mats Olsson, 2-Robert Hedin, 3-Magnus Wislander, 4-Anders Bäckegren, 5-Ola Lindgren, 6-Per Carlen, 7-Erik Hajas, 8-Magnus Cato, 9-Axel Sjöblad, 10-Robert Andersson, 11-Pierre Thorsson, 12-Patrik Liljestrand, 13-Steffan Olsson, 14-Magnus Andersson, 15-Tommy Souraniemi, 16-Tomas Svensson                  | Bengt Johansson Lars Edwinson           |
| Medalla de bronze | França         | 1-Philippe Médard, 3-Pascal Mahé, 4-Philippe Debureau, 5-Frédéric Volle, 6-Denis Lathoud, 8-Denis Tristant, 9-Gael Monthurel, 10-Alain Portes, 11-Eric Quintin, 12-Jean-Luc Thiébaut, 13-Philippe Gardent, 14-Thierry Perreux, 15-Laurent Munier, 16-Frédéric Perez, 17-Jackson Richardson, 18-Stéphane Stoecklin | Daniel Constantini Jean-Pierre Lepointe |

## Medaller[1]
| Pos. | Comitè Olímpic       | Or | Plata | Bronze | Total |
| 1    | Equip Unificat (EUN) | 1  | 0     | 1      | 2     |
| 2    | Corea del Sud (KOR)  | 1  | 0     | 0      | 1     |
| 3    | Noruega (NOR)        | 0  | 1     | 0      | 1     |
| 3    | Suècia (SWE)         | 0  | 1     | 0      | 1     |
| 5    | França (FRA)         | 0  | 0     | 1      | 1     |